# おうし座17番星
おうし座17番星(17 Tauri)は、おうし座の恒星でプレアデス星団に属する、青色巨星である。

## 概要
プレアデス星団の輝星の中でも明るいものの一つ。この星は、月により周期的に掩蔽され、また太陽系の他の惑星によっても掩蔽されることがある。直近の惑星による掩蔽は、1841年5月9日に起きた金星によるものである。
この恒星の射影自転速度は181km/sと高速で自転している。これは、恒星から地球の視線に沿った自転速度の赤道方向の成分である。恒星の推定軌道傾斜角は46.8° ± 1.6であり、真の赤道自転速度は320 ± 18 km/sと推定される。高速の自転のため、極付近は平たくなり、赤道は膨張している。そのため、この恒星の表面重力は一様ではなく、温度の多様性を生み出している。緯度によって放射量が変わり、この効果は、重力減光として知られている。高速の自転は、核の密度を増し、放射量を減らすことによって、恒星の寿命を伸ばしている。
スペクトル線中に水素の明るい放出線を持つB型星であるBe星に分類される。Be星は、通常のB型星よりも自転速度が1.5倍から2倍速いため、小さなプロミネンスでも質量が失われる。視線速度の測定値の変化は、この恒星が伴星を伴っており、分光連星を形成していることを示唆している。
赤外線による観測で、約0.5等級に相当する赤外超過が観測された。この放出はおそらく、放射による質量喪失と恒星の高速自転とによって形成されたガスの円盤に由来するものである。およそ10年毎に放出され、恒星の赤道面に定着する物質によって、この円盤は形成される。しかし、恒星を取り巻く明るい星雲状の物質が観測を不確かなものとしている。

## 名称
固有名のエレクトラ (Electra) は、ギリシャ神話に登場するプレイアデスの一人、エーレクトラーの名前に因んでいる。2016年8月21日、国際天文学連合の恒星の固有名に関するワーキンググループは、Electra をおうし座17番星の固有名として正式に承認した。